# Nationalpark Pyhä-Häkki
Koordinaten: 62° 50′ 44″ N, 25° 28′ 21″ O
Der Nationalpark Pyhä-Häkki, originalsprachlich finnisch Pyhä-Häkin kansallispuisto und schwedisch Pyhä-Häkki nationalpark, befindet sich in der Gemeinde Saarijärvi in Mittelfinnland.
Der Nationalpark wurde 1956 geschaffen und 1982 erweitert. Er umfasst heute eine Fläche von rund 12 km². Teile der Landschaft wurden bereits 1912 unter Schutz gestellt, die Planungen zur Errichtung des Nationalparks wurden in den 1930er Jahren angestoßen, durch den Ausbruch des Zweiten Weltkriegs jedoch verzögert.
Der Nationalpark besteht etwa zu gleichen Teilen aus Moor- und Waldflächen. Von besonderer Bedeutung sind einige der letzten Urwälder Mittelfinnlands; der Bewuchs wird von alten Kiefern und Fichten dominiert. Der älteste Baum des Parks, eine fast 500 Jahre alte Kiefer mit einer Höhe von 26 Metern und einem Stammdurchmesser von 89 cm, wurde im Jahr 2004 für abgestorben erklärt. Großsäuger finden sich im Nationalpark kaum; da die Vegetation Elchen kaum attraktive Nahrung bietet, sind sie in dieser Gegend selten, auch finden sich keine Großjäger wie Wölfe oder Bären. Unter den Vögeln sind Spechte und Eulen besonders zahlreich anzutreffen.